# André Kirschen
André Kirschen est un résistant français, écrivain et éditeur, né le 15 août 1926 à Bucarest, et mort le 29 décembre 2007 à Paris.

## Biographie
André Kirschen naît le 15 août 1926 à Bucarest,. Issu d'une famille de la bourgeoisie juive roumaine qui gagne la France au début des années 1930. Il étudie au lycée Pasteur (Neuilly-sur-Seine).
Adhérent des Jeunesses communistes dès l'Occupation, il combat dans les bataillons de la jeunesse sous le pseudonyme de Rossel, en souvenir du général de la Commune de Paris.
Il est un des 27 résistants jugés dans le cadre du procès de la Maison de la Chimie en avril 1942. Arrêté le 9 mars 1942 à la suite d'un attentat à l’explosif manqué salle Wagram à Paris et à l’arrestation de Georges Tondelier, il est notamment inculpé pour avoir tiré sur René Dennecke, un militaire allemand, le 10 septembre 1941 à la station Porte-Dauphine.
Contrairement à la plupart des autres condamnés, il échappe à la peine de mort en raison de son jeune âge, une loi militaire allemande commuant celle-ci pour les criminels de moins de 16 ans. Il est condamné à dix ans d'emprisonnement. Incarcéré en Allemagne le 4 mai 1942, il est libéré de la prison de Bochum le 10 avril 1945.
Après la guerre, il reprend ses études pour devenir professeur de français puis éditeur dans les années 1960. Il dirige les Éditions de La Courtille, puis les éditions Hier et Demain, spécialisées dans l'édition de « beaux livres » à vocation encyclopédique. Il y publie aussi des livres d'histoire dont il est l'auteur, sous le nom de plume d'André Rossel, et des ouvrages basés sur la réédition de « journaux du temps passé ». À la retraite, il poursuit son activité d'auteur en écrivant plusieurs ouvrages à caractère historique plus personnel publiés sous le nom d'André Rossel-Kirschen. On retient en particulier son analyse et témoignage sur le procès de la Maison de la Chimie.
André Kirschen meurt le 29 décembre 2007 à Paris, à l’âge de 81 ans,. Il est inhumé au cimetière du Père-Lachaise.

## Famille
Son frère Bernard, qui l'introduit dans le cercle de la Jeunesse communiste clandestine, et son père Joseph sont fusillés au Mont Valérien en août 1942 par représailles allemandes,. Sa mère Marie est arrêtée en septembre 1942 dans le cadre d'une rafle. Elle fera partie du convoi 38 à destination d'Auschwitz dont elle ne reviendra pas. Il est le neveu du producteur de cinéma Bernard Natan.

### Ouvrages personnels
- André Rossel, Été 44, éditions de La Courtille, 1974.
- André Rossel, Été 36, 100 jours du Front populaire, éditions de La Courtille, 1976.(rééd 2006, L'Harmattan)
- André Rossel, 1er mai, 90 ans de luttes populaires dans le monde, éditions de La Courtille, 1977  (ISBN 2-7207-0043-6)
- André Rossel, Le bon juge, éd. À l'enseigne de l'arbre verdoyant, 1983.
- André Rossel-Kirschen, Gilles Willems, « Bernard Natan à la direction de Pathé-Cinéma », 1895, numéro 21, (December 1996).
- André Rossel-Kirschen, Le Procès de la Maison de la Chimie (7-14 avril 1942), contribution à l'histoire des débuts de la résistance armée en France, L'Harmattan, 2002[11]
- André Rossel-Kirschen, Pathé-Natan, La véritable histoire - Pilote24 Éditions/les Indépendants du Ier siècle, 2004 -  (ISBN 2-912347-40-8)
- André Rossel-Kirschen, Céline et le grand mensonge - Éd. Mille et une nuits, 2004
- André Rossel-Kirschen, (avec Gilles Perrault), La Mort à quinze ans - Éd. Fayard, 2005  (ISBN 2-213-62113-6)

### Autres sources
- Jean-Marc Berlière, Franck Liaigre, Le sang des communistes, Les bataillons de la jeunesse dans la lutte armée, automne 1941, Fayard, 2004.
- Frank Cassenti, France 3, J'avais 15 ans, documentaire diffusé le 18 mai 2009.
- André Kirschen, Notice biographique sur le site de l'association Mémoire et Espoirs de Résistance, (lire en ligne).
- Maroussia Naïtchenko, Une jeune fille en guerre. La lutte antifasciste d’une génération, Témoignage, Imago, 2003.
- Jean Suret-Canale, Le procès de la Maison de la Chimie (7-14 avril 1942), contribution à l’histoire des débuts de la résistance armée en France, Cahiers d'histoire. Revue d'histoire critique, 2005 (lire en ligne).

## Filmographie

### Télévision
- 2014 : Résistance (mini-série), de Dan Franck, interprété par Jérémie Petrus.

### Documentaire
- 2008 : J’avais 15 ans, documentaire de Frank Cassenti, 52 min,